# Voleibol de praia nos Jogos Europeus de 2015
As competições de voleibol de praia nos Jogos Europeus de 2015 foram disputadas na Arena da Praia, em Baku entre 16 e 21 de junho. Foram disputadas duas modalidades.

## Calendário
| Junho             | 12 | 13 | 14 | 15 | 16 | 17 | 18 | 19 | 20 | 21 | 22 | 23 | 24 | 25 | 26 | 27 | 28 |
| ----------------- | -- | -- | -- | -- | -- | -- | -- | -- | -- | -- | -- | -- | -- | -- | -- | -- | -- |
| Voleibol de praia |    |    |    |    |    |    |    |    | 1  | 1  |    |    |    |    |    |    |    |

|  | Dia de competição |  | Dia de final |

## Qualificação
Cada evento contou com 32 equipes inscritas. A qualificação para o vôlei de praia foi baseado no ranking da CEV no dia 1º de janeiro de 2015. Cada CONs teve direito a inscrever no máximo duas equipes por modalidade, sendo cada equipe composta por dois atletas.

## Medalhistas
| Evento             | Ouro                                      | Prata                                                  | Bronze                                            |
| ------------------ | ----------------------------------------- | ------------------------------------------------------ | ------------------------------------------------- |
| Masculino detalhes | LAT Letônia Mārtiņš Pļaviņš Haralds Regža | RUS Rússia Yaroslav Koshkarev Dmitri Barsuk            | CZE Chéquia Přemysl Kubala Jan Hadrava            |
| Feminino detalhes  | SUI Suíça Nicole Eiholzer Nina Betschart  | AUT Áustria Lena Plesiutschnig Katharina Schützenhöfer | LTU Lituânia Ieva Dumbauskaitė Monika Povilaitytė |

## Quadro de medalhas
O quadro de medalhas foi publicado.
| Ordem | País         | Medalha de ouro | Medalha de prata | Medalha de bronze |   |
| ----- | ------------ | --------------- | ---------------- | ----------------- | - |
| 1     | LAT Letônia  | 1               |                  |                   | 1 |
|       | SUI Suíça    | 1               |                  |                   | 1 |
| 3     | RUS Rússia   |                 | 1                |                   | 1 |
|       | AUT Áustria  |                 | 1                |                   | 1 |
| 5     | CZE Chéquia  |                 |                  | 1                 | 1 |
|       | LTU Lituânia |                 |                  | 1                 | 1 |
| TOTAL | TOTAL        | 2               | 2                | 2                 | 6 |